# اچ‌تی‌سی باترفلای
اچ‌تی‌سی باترفلای (به انگلیسی: HTC Butterfly) شناخته‌شده تحت نام اچ‌تی‌سی دروید دی‌ان‌ای (به انگلیسی: HTC Droid DNA) در بازار ایالات متحدهٔ آمریکا یک تلفن هوشمند عرضه‌شده توسط کمپانی تایوانی اچ‌تی‌سی است. از مشخصه‌های سخت‌افزاری اچ‌تی‌سی باترفلای می‌توان به نمایشگر تمام‌لمسی ۵ اینچ با تفکیک‌پذیری فول‌اچ‌دی، پردازشگر چهارهسته‌ای ۱٫۵ گیگاهرتز به‌همراه ۲ گیگابایت حافظه موقت RAM، حافظهٔ داخلی ۱۶ گیگابایتی همراه با شکاف کارت حافظه ماکرو اس‌دی اشاره کرد.